# Pierre de Montlaur (évêque de Marseille)
Pour les articles homonymes, voir Montlaur et Pierre de Montlaur.
Pierre de Montlaur, mort le 29 août 1229, est un évêque de Marseille de la première moitié du XIIIe siècle.

## Biographie

### Origines
Pierre de Montlaur est issu d'une famille noble de Montlaur. Toutefois son appartenance familiale ne fait cependant pas consensus.
Pour l'historien Paul Amargier (1972), il appartient à « la famille qui tient le castellum de Montlaur, aujourd'hui sur la commune de Montaud (Hérault) ». L'auteur énumère les autres membres de cette famille ayant accédé à l'épiscopat. Il le dit un proche parent, « frère ou neveu », de Jean, prévôt puis évêque de Maguelone (1232/34-1247).
Pour l'auteur du nobiliaire du Velay (1929) , il appartiendrait à celle qui dominait les marches du Velay et du Vivarais,. Selon lui, il serait le fils de « Pons I, baron de Montlaur et d'Aubenas, troubadour de Velay, et neveu de l'archevêque d'Aix », Hugues de Montlaur. Sa mère serait Agnès de Posquières. Il aurait pour frères et sœurs Héracle Ier ; Alcinoïs (Almodis, Almovis) qui épouse Pons IV vicomte de Polignac ; Pierre, abbé, et Jean, évêque de Maguelone (1232/34-1247).

### Carrière ecclésiastique
En 1211, il était archidiacre d’Aix-en-Provence et accompagna Roncelin, moine de l’abbaye de Saint-Victor et vicomte de Marseille, qui devait aller à Rome solliciter le pardon du pape Innocent III. En effet le légat Milon avait excommunié Roncelin et jeté l’interdit sur la ville de Marseille. Cette décision avait été confirmée par le pape le 25 avril 1211. Roncelin s’étant soumis, il partit pour Rome mais malade, dû s’arrêter à Pise. De cette ville, il envoya Pierre de Montlaur et un chanoine de Marseille auprès du Saint père afin de solliciter la levée de l’excommunication et de garder l’administration de ses biens.
Pierre de Montlaur fut ensuite nommé évêque de Marseille en 1214. Sous son épiscopat deux grands ordres s’établirent à Marseille : les frères Mineurs à l’entrée de la rue Tapis Vert et les frères Prêcheurs. Mais l’épiscopat de cet évêque se caractérise essentiellement par les nombreux conflits qu’il eut avec la commune de Marseille.

### Période 1214-1220
La politique d’émancipation de la ville basse se heurta à l’abbaye de Saint Victor, légataire des biens de Roncelin après sa mort survenue le 21 décembre 1215. Les recteurs de la confrérie du Saint-Esprit, organisme dont les statuts sont à but humanitaire mais dont le véritable objectif est le remplacement des Vicomtes, refusent de reconnaître les prétentions des moines qui réclament l’intégralité de la succession de Roncelin alors qu’ils avaient acheté une part importante de ces droits. Ils cherchent un allié en la personne de Raymond VI de Toulouse qui veut reconquérir ses domaines et que la population accueille triomphalement au printemps 1216. Marseille est alors secoué par un violent mouvement anticlérical : des églises sont attaquées, des biens de l’évêque saccagés. Le pape Honorius III s’élève contre ces violations dès février 1217 et son légat, le cardinal Bernard, prononce en 1218 l’excommunication des marseillais. Le 12 juin 1218 le pape confirme la donation de Roncelin à l’abbaye de Saint-Victor. 
Un accord est finalement trouvé entre la ville basse et l’évêque se traduisant par une délimitation précise entre la ville haute ou épiscopale et la ville basse approuvée le 23 janvier 1220.

### Période 1220-1229
En 1221 les Marseillais de la ville basse décident de se relancer à la conquête du pouvoir communal et nomment un podestat, spécialiste de l’administration désigné pour un an et la plupart du temps d’origine italienne. En 1223, les habitants de la ville haute soutenus par ceux de la ville basse, formèrent également une confrérie, nommèrent des consuls et s’affranchissent ainsi de la juridiction de l’évêque. Le 14 juillet 1224 Pierre de Montlaur cassait les actes de la confrérie, mais à la fin de cette année 1224 les deux villes s’unissaient : l’autorité et la juridiction de l’évêque étaient bafouées. Pierre de Montlaur se plaignit au pape et Frédéric II mit le 22 mai 1225 Marseille au ban de l’Empire. Le podestat Spino de Sorresina n’en tenait aucun compte et faisait reconnaître les privilèges de la ville par Raymond VII de Toulouse le 19 septembre 1225.
En 1226 la commune avait une grande autonomie mais un renversement de la situation se produisit avec l’arrivée de l’armée du roi de France Louis VIII  qui assiégea et pris la ville d’Avignon le 12 septembre 1226. Frédéric II réinvestissait Raymond Bérenger V du Comté de Provence et cassait toutes les communes qui s’étaient constituées sans l’agrément du Comte. Le nouveau podestat Hugolin Domnedame fut dans la nécessité de prononcer la séparation de la ville haute et de la ville basse. Par ailleurs pour régler le conflit entre la ville basse et l’abbaye de Saint-Victor au sujet des droits des vicomtes de Marseille, l’évêque d’Antibes et l’abbé du Thoronet sont nommés arbitres. Ceux-ci prononcent le 6 avril 1229 l’excommunication de la population. Il s’ensuit un nouveau mouvement anticlérical : les salines du monastère sont saccagées et d’autres dégradations sont commises. Les moines et l’évêque s’étaient renfermés derrière leur muraille et dans leur palais. Peu de temps après, Pierre de Montlaur que l’historien de Marseille, Raoul Busquet, qualifie de pire ennemi des marseillais, s’éteignit le 29 août 1229.